# 2624 Samitchell
2624 Samitchell је астероид чија средња удаљеност од Сунца износи 3,957 астрономских јединица (АЈ).
Апсолутна магнитуда астероида је 10,7.